# Šarlota Amálie Hesensko-Kasselská
Šarlota Amálie Hesensko-Kasselská (dánsky Charlotte Amalie) (27. dubna 1650, Kassel – 27. března 1714, Kodaň) byla jako manželka dánského krále Kristiána V. v letech 1670–1690 královna Dánska a Norska.

## Původ
Šarlota Amálie se narodila jako první ze sedmi dětí hesenského lankraběte Viléma VI. (1629–1663) a jeho manželky Hedviky Žofie Braniborské (1623–1683).

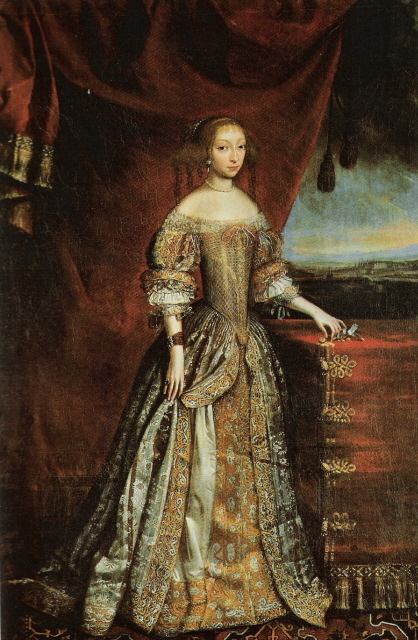
Princezna Šarlota Amálie Hesensko-Kasselská

## Korunní princezna
25. července 1667 se v zámku Nykøbing na ostrově Falster provdala za dánského korunního prince Kristiána (1646–1699), který o tři roky později usedl na dánský a norský trůn jako král Kristián V. Manželství bylo politicky motivované a manželé se nikdy nestali blízcí. Kromě toho Šarlota Amálie byla vychovaná jako kalvinistka a její budoucí muž musel před svatbou přislíbit, že bude její vyznání respektovat; toto ujednání bylo značným ústupkem z jeho strany, neboť král i celá královská rodina byli zavázáni k luteránskému vyznání. Ze své strany Šarlota Amálie v předmanželské smlouvě přislíbila, že se naučí dánskému jazyku. Dánský dvůr se dále zavázal financovat stavbu budovy kalvínského sboru v Kodani. V roce 1668 se tak Šarlota Amálie účastnila založení prvního kostela reformované církve v Dánsku, který sloužil malé kongregaci vzniklé tři roky před tím.

## Královna
Korunovace páru se uskutečnila v roce 1671 v kapli zámku Frederiksborg a položila tak základ tradici celebrování korunovací na novém místě (dosud byli dánští monarchové korunováni v katedrále Panny Marie v Kodani). Tato tradice trvala až do roku 1840, kdy zde byl korunován král Kristián VIII.; jeho následovníci již korunováni nebyli.
Značný vliv měla královna při přijetí z Francie vyhnaných hugenotů v Dánsku. Král vydal v roce 1685 obsáhlá privilegia pro uprchlíky pro víru. V roce 1689 byl, za výrazného přispění Šarloty Amálie, v Kodani vysvěcen první kostel reformované církve. Královna byla zakladatelkou všech reformovaných obcí v Dánsku a stála i za svobodou vyznání všech reformovaných v zemi, na něž pamatovala i zřízením řady církevních nadací.
Šarlota Amálie vlastnila řadu pozemků, které osobně velmi starostlivě spravovala. Mezi veřejností byla velmi oblíbená pro své dobré vlastnosti; její popularita vysoce vzrostla v roce 1700 při organizaci obrany Kodaně během invaze švédského krále Karla XII. do Sjællandu za Severní války.

## Potomci

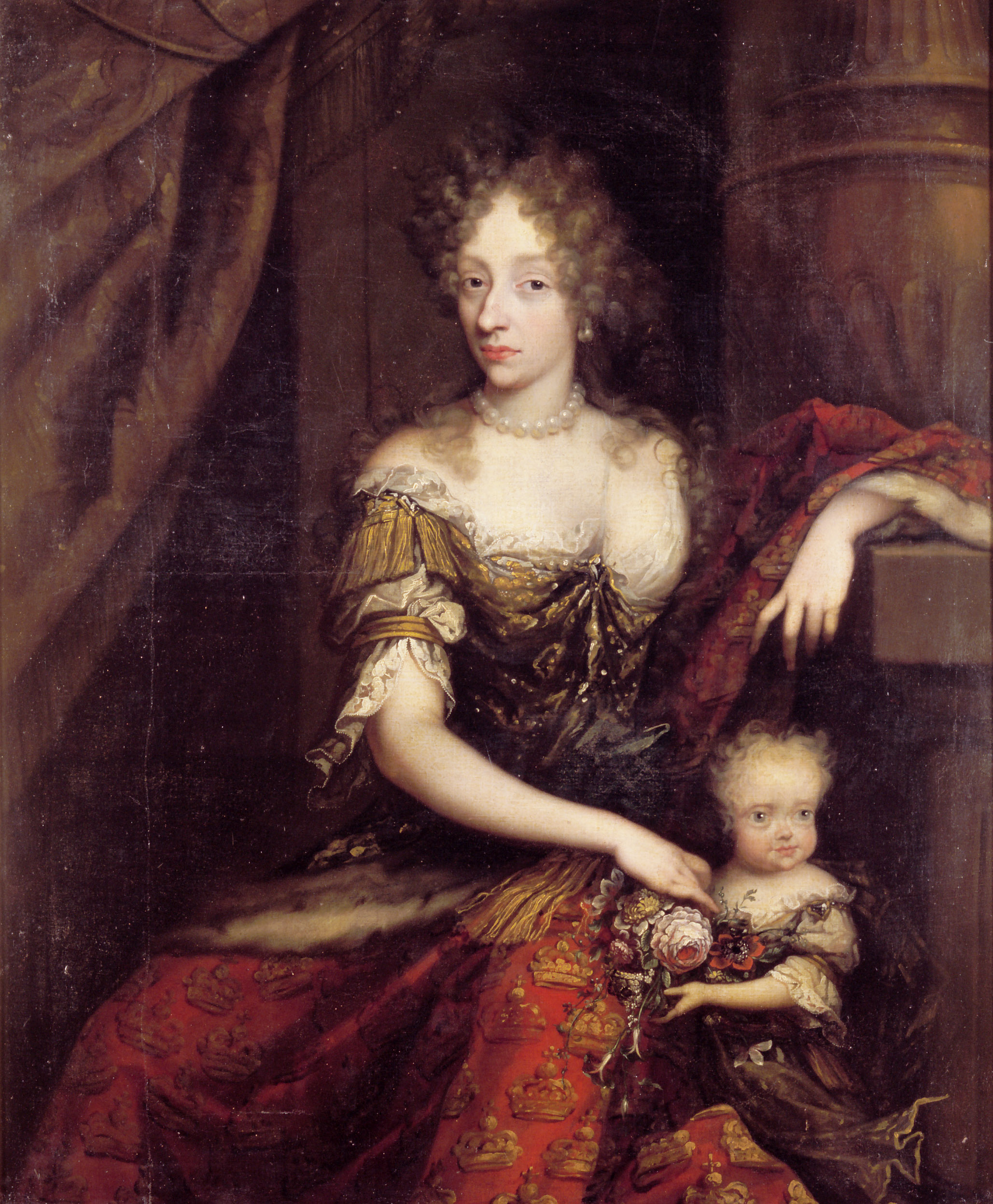
Šarlota Amálie Hesenská s jedním z jejích dětí

Z manželství Šarloty Amálie a Kristiána vzešlo osm dětí, z nich se však tři nedožily dospělosti:
- Frederik (11. října 1671 – 12. října 1730), pozdější dánský a norský král Frederik IV.,
⚭ 1695 Luisa Meklenburská (28. srpna 1667 – 15. března 1721)
⚭ 1721 Anna Žofie Reventlow (16. dubna 1693 – 7. ledna 1743), morganatický sňatek
- Kristián Vilém (1. prosince 1672 – 25. ledna 1673)
- Kristián (25. března 1675 – 27. června 1695), zemřel svobodný a bezdětný
- Žofie Hedvika (28. srpna 1677 – 13. března 1735), zemřela neprovdaná a bezdětná
- Kristiána Šarlota (18. ledna 1679 – 24. srpna 1689)
- Karel (26. října 1680 – 8. června 1729), zemřel svobodný a bezdětný
- dcera (17. července 1683)
- Vilém (21. února 1687 – 23. listopadu 1705)

## Královna vdova
Po smrti svého manžela (25. srpna 1699 se královna vdova Šarlota Amálie usadila v paláci na náměstí Kongens Nytorv v Kodani, který si koupila a kde žila po zbytek svých dní. Palác, na její počest nazvaný Charlottenborg, je od roku 1754 sídlem Dánské královské akademie umění.
Šarlota Amálie zemřela v Kodani 27. března 1714. Její ostatky byly pochovány v katedrále v Roskilde, místě posledního odpočinku dánské královské rodiny.
Jejím jménem – Charlotte Amalie – bylo nazváno hlavní město autonomního ostrovního území USA, Amerických Panenských ostrovů, které se nachází na ostrově svatého Tomáše (v době založení patřily ostrovy Dánsku).